# Steven Price
Steven Price (Nottingham, 22 de abril de 1977) é um compositor britânico. Venceu o Oscar de melhor trilha sonora na edição de 2014 por Gravity.